# Anna Tabacchi
Anna Tabacchi (Pieve di Cadore, 27 luglio 1976) è un'ex pattinatrice artistica su ghiaccio italiana.

## Biografia
Nata a Pieve di Cadore, in provincia di Belluno, nel 1976, nel 1991 ha partecipato agli Europei di Sofia, in Bulgaria e ai Mondiali di Monaco di Baviera, in Germania, nella gara a coppie con Massimo Salvadè, terminando rispettivamente 12ª e 17ª.
L'anno successivo i 2 hanno preso di nuovo parte alle 2 competizioni, gli Europei di Losanna, in Svizzera e i Mondiali di Oakland, negli Stati Uniti, migliorandosi con un 11º e un 15º posto.
Sempre nello stesso anno, a 15 anni, ha partecipato con Massimo Salvadè ai Giochi olimpici di Albertville 1992, nella gara a coppie, terminando 15ª. Nell'occasione è stata la più giovane della spedizione italiana alle Olimpiadi francesi.
Ai campionati italiani, con il medesimo compagno, ha vinto 2 titoli nelle coppie, nel 1991 e 1992.